# Rybany
Rybany est un village de Slovaquie situé dans la région de Trenčín.

## Histoire
Première mention écrite du village en 1295.

## Démographie

### Évolution de la population
| Année:               | 1994. | 2004.   | 2014.   | 2024.   |
| -------------------- | ----- | ------- | ------- | ------- |
| Nombre de personnes: | 1495  | 1487    | 1446    | 1489    |
| Différence:          |       | -0,53 % | -2,75 % | +2,97 % |

| Année:               | 2023. | 2024.   |
| -------------------- | ----- | ------- |
| Nombre de personnes: | 1517  | 1489    |
| Différence:          |       | -1,84 % |

## Personnalités
- Marián Masný (°1950), footballeur tchécoslovaque, aujourd'hui entraîneur slovaque